# Kwon Soon-woo
Kwon Soon-woo (în coreeană 권순우; n. 2 decembrie 1997) este un tenismen profesionist sud-coreean. Cea mai înaltă poziție la simplu în clasamentul ATP este locul 52 mondial, la 1 noiembrie 2021, iar la dublu, locul 269 mondial. De când a devenit profesionist în 2015, Kwon a câștigat cinci titluri de simplu pe Circuitul ITF și trei în ATP Challenger Tour. El a intrat în top 100 al clasamentului de simplu ATP în august 2019, după ce a ajuns în sferturile de finală la Los Cabos Open și a disputat prima sa finală ATP Tour la Astana Open în septembrie 2021, unde a câștigat primul titlu și și-a făcut debutul în top 60.